# Hoài Linh
Võ Nguyễn Hoài Linh (sinh ngày 18 tháng 12 năm 1969), thường được biết đến với nghệ danh Hoài Linh, là một nam diễn viên kiêm nghệ sĩ hài người Việt Nam. Ông là một trong những diễn viên hài nổi bật nhất thập niên 2000 và 2010 tại Việt Nam, và là chủ nhân của giải Mai Vàng. Năm 2015, ông trở thành nghệ sĩ hải ngoại đầu tiên được phong tặng danh hiệu Nghệ sĩ Ưu tú.

## Tiểu sử và sự nghiệp
Hoài Linh sinh ngày 18 tháng 12 năm 1969 tại Cam Ranh, Khánh Hòa trong một gia đình Công giáo có tất cả 6 người con (3 trai, 3 gái) và anh là con thứ 3 và là con trai trưởng trong gia đình. Cha mẹ anh quê ở Đại Lộc, Quảng Nam. Ngoài một người chị cả đã có gia đình còn ở lại Việt Nam, gia đình anh đã sang Hoa Kỳ theo diện HO vào năm 1995 vì trước đó cha anh, ông Võ Tòa, phục vụ trong Lực lượng đặc biệt Việt Nam Cộng hòa với chức vụ Đại úy, bị tù cải tạo 6 năm tại Biên Hòa, cho đến năm 1982 mới được tha về. Mẹ anh, bà Nguyễn Thị Lệ Phương, điều hành một nhà hộ sinh tư ở Cam Ranh.
Hoài Linh sống ở Cam Ranh đến năm 1975 sau đó theo gia đình di tản vào Dầu Giây, anh học hết bậc trung học ở trường phổ thông trung học Thống Nhất A (Trảng Bom). Vào năm 1988, gia đình anh trở về Cam Ranh để lo thủ tục xin hoàn lại nhà cửa bị tịch thu, sau đó vào Thành phố Hồ Chí Minh năm 1992 cho đến ngày sang Hoa Kỳ cuối năm 1993. Trong thời gian này Hoài Linh gia nhập đoàn ca múa nhạc Ponaga, sau đó theo học tại trường múa chuyên tu (tu nghiệp chuyên môn) cho đến năm 1994 lại quay về với đoàn múa.
Khi Hoài Linh có ý định theo múa, gia đình anh đã không đồng ý và tìm cách ngăn cản vì cha mẹ anh muốn anh theo ngành sư phạm nhưng vì vấn đề lý lịch nên không thành. Trong thời gian cộng tác với đoàn múa Ponaga, anh đã đi lưu diễn khắp các tỉnh miền Trung và một số tỉnh miền Nam.
Vũ sư Đặng Hùng là người đã dạy anh về bộ môn múa trong khi về dân ca thì anh tự học. Vào năm 1991, anh tham dự cuộc thi Những giọng hát hay tại Nha Trang và được giải thưởng. Tại Nha Trang, anh gặp Thanh Lộc (một diễn viên của ban kịch tỉnh Khánh Hòa mới giải tán, gia nhập đoàn Ponaga), mời anh phối hợp để làm một cặp hài diễn chung trong chương trình của đoàn. Hoài Linh vui vẻ nhận lời, hai người diễn thử và có kết quả tốt. Rồi từ đó anh chính thức bước vào lãnh vực hài kịch. Lần diễn đầu tiên tại Diên Khánh với màn Tô Ánh Nguyệt tân thời với Thanh Lộc.
Hoài Linh còn có một năng khiếu đặc biệt khác là nói được nhiều giọng địa phương Việt Nam. Do khi di tản vào ở Long Khánh anh đã có dịp nói chuyện với rất nhiều người đến từ các miền khác nhau, nhờ vậy nên Hoài Linh dễ thu nhập được để bắt chước được giọng của nhiều miền trong khi thường ngày anh vẫn nói giọng Quảng Nam với gia đình.
Ngoài khả năng về múa, hát dân ca, diễn hài, Hoài Linh còn hát được cả tân nhạc.
Thời gian định cư tại Hoa Kỳ, gia đình của anh ở tại Orlando, Florida. Tại đây, anh đã được mời điều khiển chương trình một tiệc cưới tại nhà hàng Sài Gòn, sau đó liên tục được mời cộng tác thường trực tại đây cũng như được mời đi show nhiều nơi.
Vào khoảng tháng 10 năm 1994, một mình Hoài Linh trở về California sinh hoạt. Hoài Linh cư ngụ tại nhà ông cậu thứ 10 ở Los Angeles và 2 tuần sau anh mới có dịp xuống Little Saigon và được Nhật Tùng đưa đến quán cà phê Tao Nhân. Tại quán này, anh đã lên tấu hài bài Chuyện tình Karaoke và một bài tân nhạc. Đêm hôm đó cũng có mặt Ngô Tấn Triển, nghệ thuật diễn xuất của Hoài Linh đã được nhà viết kịch bản này để ý tới và sáng tác nhiều kịch bản cho Hoài Linh diễn sau này. Một tuần sau, anh đã gặp danh hài Vân Sơn và được mời hợp tác sau khi danh hài Bảo Liêm đột ngột ngưng hợp tác với Vân Sơn.
Đến tháng 10 năm 1994, cặp Vân Sơn - Hoài Linh chính thức diễn chung với nhau trong chương trình văn nghệ cho một tổ chức ở Quận Cam. Kể từ cuối năm 1995, Hoài Linh cộng tác độc quyền cho Trung tâm Vân Sơn trong những sản phẩm video (kể từ video số 3) và audio, cũng như cùng nhau có mặt tại rất nhiều chương trình đại nhạc hội. Năm 1999, sau khi Hoài Linh trở về Việt Nam hoạt động, Hoài Linh đã tách ra Trung tâm Vân Sơn và đã từng thành lập trung tâm riêng có tên là "Ca nhạc hài hước Hoài Linh". Sau này, Hoài Linh hợp tác với Trung tâm Thúy Nga và Công ty Nụ cười Mới. Anh và danh hài Chí Tài vẫn là bạn của nhau cho đến ngày ông qua đời (ngày 9/12/2020). Ngoài ra, Hoài Linh còn tổ chức những liveshow mà bản thân anh thực hiện.

## Tranh cãi

### Nghi vấn xây dựng công trình trên đất nông nghiệp
Tháng 9-2015 ông Võ Nguyễn Hoài Linh (tên thật của danh hài Hoài Linh) bắt đầu tổ chức thi công một số hạng mục của công trình nhà thờ tổ nghiệp trên khu đất rộng hơn 7000m² tại phường Long Phước, quận 9 (nay là Thành phố Thủ Đức). Tại thời điểm trên, khu đất xây dựng công trình vẫn là đất nông nghiệp, chưa chuyển mục đích sử dụng để xây dựng công trình. Theo đó, các hạng mục đang xây dựng tại đây cũng được đơn vị chức năng của quận 9 xác định không có giấy phép.
Ngày 16 tháng 2 năm 2016, liên quan đến căn nhà tổ nghiệp của Hoài Linh được cho là xây dựng sai phép trên nền đất nông nghiệp, lãnh đạo UBND quận 9 cho biết phần vi phạm xây dựng trong công trình nhà thờ tổ của nghệ sĩ Hoài Linh vào khoảng 500m² và bị xử phạt hành chính số tiền 6,2 triệu đồng.
Nguồn tin của Pháp Luật TP.HCM xác nhận thêm, do công trình xây của Hoài Linh xây dựng sai phép trên đất nông nghiệp nên đã tạm đình chỉ thi công.

### Bị tố "ngâm" tiền từ thiện
Sau khi đứng ra kêu gọi ủng hộ đồng bào chịu ảnh hưởng do lũ lụt miền Trung năm 2020, Hoài Linh đã nhận tổng cộng hơn 14 tỷ đồng chuyển về tài khoản của mình. Tuy nhiên, đến cuối tháng 5 năm 2021, sau khi xảy ra vụ việc tranh cãi với bà Nguyễn Phương Hằng, Hoài Linh đã bị phát hiện vẫn chưa tiến hành bàn giao số tiền này về địa phương cần hỗ trợ từ thiện.
Sáng ngày 24 tháng 5, nghệ sỹ Hoài Linh chính thức thừa nhận, đến thời điểm hiện tại, số tiền quyên góp ủng hộ miền Trung từ tháng 10 năm 2020 không phải là hơn 13 tỷ đồng mà là hơn 14,67 tỷ đồng. Ông cho biết lý do chậm trễ trong việc trao gửi tới bà con miền Trung là ảnh hưởng của tình hình dịch bệnh bùng phát.
Điều này càng khiến dư luận băn khoăn, vì trong thời gian trước đó, cụ thể là ngày 19 tháng 1 và 8 tháng 4 năm 2021, Hoài Linh vẫn tham gia chương trình thiện nguyện cùng Công ty Vina Acecook, thương hiệu Mì Hảo Hảo và Quỹ Bảo trợ Trẻ em Việt Nam tặng hơn 1000 phần quà cho các em nhỏ có hoàn cảnh khó khăn tại 2 tỉnh Điện Biên, Lai Châu.
Trong bối cảnh làn sóng người tiêu dùng tẩy chay các sản phẩm có hình ảnh của Hoài Linh tại Việt Nam sau những tai tiếng liên quan đến số tiền từ thiện, Shopee & Nutifood đã đồng loạt gỡ toàn bộ hình ảnh của Hoài Linh cho các chiến dịch truyền thông mà theo họ là "Nhằm tránh những tình huống không mong muốn".
Ngày 5 tháng 6 năm 2021, Hoài Linh đăng tải video giải trình về hoạt động kêu gọi từ thiện ủng hộ miền Trung lũ lụt vào năm 2020. Ông thừa nhận việc làm của mình đã khiến dư luận bức xúc, đồng thời gửi lời xin lỗi. Trước đó vào ngày 24/5, trong clip trần tình về vụ chậm trao hơn 13 tỷ đồng ủng hộ miền Trung, Hoài Linh khẳng định không đánh đổi 30 năm sự nghiệp và tình cảm của khán giả lấy số tiền đó.
Ngày 22/9, Cơ quan CSĐT, Công an TP.HCM cho biết đã tiếp nhận đơn tố cáo bà Nguyễn Phương Hằng của Hoài Linh, Đàm Vĩnh Hưng, Vy Oanh và một số nghệ sĩ khác vì vấn đề liên quan đến việc tố tụng các nhân vật nổi tiếng. Ngày 22/12, Cơ quan CSĐT, Công an TP.HCM kết luận Hoài Linh không có dấu hiệu ăn chặn tiền từ thiện và quyết định không khởi tố vụ án.

## Cuộc sống cá nhân

### Gia đình
Tháng 8 năm 1996, Hoài Linh về lại Việt Nam thăm người yêu là Lê Thanh Hương, người anh đã quen một thời gian trước khi rời Việt Nam. Thanh Hương vốn ở một quán karaoke mà anh thường xuyên tới hát. Cũng chính việc này, mà anh đã đặt tên cho CD mới nhất của mình là Tình Karaoke. Chuyến về Việt Nam đó của anh là để chính thức thành hôn với Lê Thanh Hương và bảo lãnh sang sống chung tại Hoa Kỳ từ tháng 4 năm 1997. Tuy nhiên đến năm 2010, 2 người đã chia tay từ đó cho đến nay.
Hoài Linh có hai người con ruột là Võ Lê Thành Vinh (sinh 1990) và một cô con gái út (sinh năm 2012). Ngoài ra, Hoài Linh cũng có rất nhiều con nuôi trong đó hai người con nuôi được nhiều người biết đến là Hoài Lâm  và Cao Hữu Thiên. Mới đây, Hoài Linh vừa nhận bé Nguyệt Cát đáng yêu của danh hài Thúy Nga làm cô con gái bé bỏng của mình.. Ngoài ra còn có những người con nuôi khác như bé Ben, Hoài Sơn, Thái Trân, HH Phạm Hương, nghệ sĩ hài Gia Bảo, bé Bu (con gái nghệ sĩ Hồng Tơ),...Ngoài những người con nuôi thì còn có em nuôi (diễn viên Thiên Bảo) và cháu nuôi (diễn viên Võ Đăng Khoa)
Hoài Linh là anh ruột của ca sĩ Phương Trang và ca sĩ Dương Triệu Vũ (tên thật là Võ Nguyễn Tuấn Linh).
Gia đình cha mẹ Hoài Linh theo đạo Công giáo, riêng Hoài Linh vốn cũng là người Công giáo với tên thánh là Biển Đức (Bênêđictô). Theo lời anh kể thì khi nhỏ mình từng làm giúp lễ trong nhà thờ. Về sau, anh cải sang đạo Mẫu và thờ tổ nghề. Nhưng vào năm 2023, trong một chương trình Xuân tại Nhà thờ Giáo xứ Đa Minh - Ba Chuông (Thành phố Hồ Chí Minh), Hoài Linh cũng công khai quay trở lại đạo Công giáo và tự nhận mình là "con chiên lạc trở về".

## Hoạt động khác
Hoài Linh là cây hài ăn khách của Sân khấu Nụ cười mới (Việt Nam) lúc sân khấu còn hoạt động. Các vai diễn của Hoài Linh tại sân khấu này đã giúp anh đoạt giải Mai Vàng của báo Người Lao động qua vai diễn "Người nhà quê".
Tại sân khấu này, Hoài Linh đã thực hiện nhiều live show như Bí mật bật mí bị mất, Những tên cướp biển vùng Caribê, Hoài Linh Kung fu, Hoài Linh kỳ án, Chàng khờ và Kẻ lưu manh, Đời bạc lắm, Kệ, Cười trước đã... được khán giả chào đón nồng nhiệt.
Năm 2009, Hoài Linh hợp tác cùng Nhật Cường sáng lập công ty Đại Cồ Việt chuyên đào tạo diễn viên, tổ chức chương trình.
Năm 2010, anh cùng một người bạn mở quán Tiểu nhị mì gia.
Năm 2013, Hoài Linh làm giám khảo chương trình Gương mặt thân quen mùa đầu tiên và làm giám khảo chính các vòng tứ kết, bán kết và chung kết của chương trình Tôi là người chiến thắng - The Winner Is mùa đầu tiên.
Năm 2014, Hoài Linh làm giám khảo chương trình Gương mặt thân quen mùa thứ hai, trong đó, Hoài Lâm, con nuôi của Hoài Linh là thí sinh giành giải quán quân. Hoài Linh cũng cùng với Việt Hương trở thành đội nhà của chương trình Người bí ẩn mùa đầu tiên và người dẫn chương trình Tôi là người chiến thắng - The Winner Is mùa thứ hai. Hoài Linh còn là giám khảo chương trình Ơn giời! Cậu đây rồi mùa thứ 1, 2 và Tìm kiếm tài năng: Vietnam's Got Talent mùa thứ 3.
Ngày 1 tháng 2 năm 2015, Hoài Linh chính thức nhận được tròn 10 giải Mai Vàng do báo Người Lao động tổ chức và 1 giải thành tựu cống hiến 20 năm.
Ngày 10 tháng 1 năm 2016, Hoài Linh nhận danh hiệu Nghệ sĩ ưu tú. Anh là nghệ sĩ hải ngoại đầu tiên được phong tặng danh hiệu này. Tính đến ngày 24 tháng 7 năm 2016, Liveshow "Đời bạc lắm, kệ, cười trước đã" - liveshow mới nhất của Hoài Linh trong năm 2016, đã thu hút hơn 20 triệu lượt xem trên Youtube. Năm 2016, anh được trao nút bạc youtube trong pop award 2016.
Ngày 12 tháng 9 năm 2016, Hoài Linh chính thức khánh thành nhờ thờ Tổ hơn 100 tỷ đồng do chính anh dóc tiền túi tích góp và ấp ủ suốt 16 năm. Hoài Linh khởi công dự án xây dựng nhà thờ Tổ từ tháng 9/2014 trên khu đất rộng 7.000 m2 tại quận 9, Thành phố Hồ Chí Minh. Sau 2 năm xây dựng, nhà thờ Tổ đã hoàn thiện dù trước đó gặp không ít trục trặc về pháp lý do công trình này đã xây dựng không phép trên đất nông nghiệp. Từ ngày 11/9, danh hài đã khánh thành công trình nhưng phải đợi đến 12/9 vào đúng dịp giỗ Tổ nghề, anh mới mở cửa cho đồng nghiệp và người dân đến tham quan.
Tháng 10 năm 2020 cũng như nhiều nghệ sĩ khác Hoài Linh đứng ra kêu gọi quyên góp ủng hộ đồng bào chịu ảnh hưởng do Lũ lụt miền Trung Việt Nam năm 2020. Tuy nhiên 6 tháng sau đó số tiền được phát hiện vẫn còn trong tài khoản của Nghệ sĩ.
Ngày 19 tháng 1 và 7-8 tháng 4 năm 2021, Hoài Linh vẫn tham gia chương trình thiện nguyện cùng Công ty Vina Acecook, thương hiệu Mì Hảo Hảo và Quỹ Bảo trợ Trẻ em Việt Nam tặng hơn 1000 phần quà cho các em nhỏ có hoàn cảnh khó khăn tại tỉnh Điện Biên, Lai Châu mặc dù Danh hài nói rằng vì dịch bệnh mà không thể gửi tiền cứu trợ miền trung.

## Các vở diễn
- Kì Phùng Địch Thủ: vai Hoài Linh (diễn cùng Bảo Chung)
- 10 Năm Nhìn Lại
- Ai Câm: vai Phú ông (Liveshow Chí Tài Comedian 2008)
- Áo em chưa mặc một lần
- Anh không đòi quà
- Anh Sáu Về Quê
- Âm dương đôi đường: vai pháp sư Trần Phiêu Diêu
- Bà ơi! Đóng Cửa Lại: vai ông chồng già
- Bà Tốn Lấy Le: vai ông chồng già
- Bà mẹ vợ (Bán hoa bạo lực): vai bà mẹ vợ
- Bác Ba Phi: vai Bác Ba Phi
- Bác sĩ Miệt Vườn: vai Bác sĩ
- Bầy Vịt Cái: vai bà vợ mang bầu
- Bốn Mùa
- Con sáo sang sông
- Cá Cuộc
- Cha Yêu
- Chân Dài: vai thư ký giám đốc
- Chân Quê
- Chết chắc rồi
- Chị Dâu Té Giếng
- Chia gia tài
- Chồng Ghen
- Chưa Chắc Đâu Ba: vai ba của bé Tí
- Chuyện Nàng Hoa hậu
- Chuyện Tình Chàng Họa Sĩ
- Chuyện Tình Yêu
- Chuyện Xứ Người: vai ông chồng
- Con ma mặc áo bà ba
- Cờ Bạc
- Cổ tích một tình yêu: vai ba của Nhi
- Của Tôi Mà
- Cuộc thi Không Chuyên: vai Hoài Linh
- Cướp cạn
- Cười Với Việt Hương 3
- Cương Thi Thiếu Nợ
- Đại Nhạc Hội Hài Hoài Linh & Kiều Oanh
- Đánh Ghen: vai bà vợ đánh ghen
- Đạo diễn kỳ tài
- Dâu đất khách: vai ông Chín
- Đây không phải là Thiên đường
- Đệ nhất thần thấu
- Đèo gió hú: vai Linh
- Đèn thần
- Đi chùa cầu duyên: vai Thị Mầu
- Đi Hỏi Già, Về Nhà Hỏi Trẻ: vai ông nội
- Đi Thi Hoa hậu: vai hoa hậu
- Du Học: vai ông Tám
- Đường Đại gia: vai Đường đại gia
- Duyên Nợ
- Gã lưu manh và chàng khờ
- Gái: vai anh hai
- Gia tộc hà tiện: vai bà vợ già
- Gieo quẻ đầu năm
- Kẻ gian (diễn cùng Nguyễn Dương)
- Khó: vai bạn ông Mười Khó
- Hạc tiên
- Hết lông rồi
- Hội thi chim
- Lầm
- Qua cơn giông bão: vai Thuận
- Quả Đào Lửa
- Ra Giêng anh cưới em: vai ông Sáu Bảnh
- Rượu: vai Nguyễn Văn Hải
- Ru lại câu hò
- Tân Ngao Sò ốc Hến: vai Hến (Liveshow Bảo Quốc 50 năm vui cười cùng sân khấu)
- Tệ hơn vợ thằng Đậu 2
- Thám tử Sê Lốc Hom
- Thà ăn mày hơn ăn cướp
- Thằng Mắm Con Muối: vai thằng Mắm
- Thiện ác vô song: vai sư phụ
- Tiều Phu bỏ mẹ: vai Tiều Phu
- Tình cha
- Tình con
- Tommy Tèo: vai Tommy Tèo
- Tuyển Lựa ca sĩ
- Trạng chết chúa băng hà: vai Trạng Quỳnh
- Thế giới huyền bí
- Trời xanh nhổ lệ
- Tư Ếch nằm mơ: vai con của Tư Ếch
- Trăm nhớ ngàn thương
- Sư lịnh tích thành hoàng sống: vai Tân
- Oan gia ngõ hẹp
- Ông Bà Vú
- Ông Địa: vai ông Địa
- Ở đợ siêu cấp
- Lấy Chồng Đi Con
- Lấy Vợ Năm Rồng
- Lỗi Ai
- Lưu Bình - Dương Lễ: vai Lưu Bình
- Lý Lửa Gần Rơm
- Ly Miêu Hoán Chúa: vai Quách Hòe
- Lý Phụ Tình
- Ma Túy
- Mất Trí Nhớ / Kém trí nhớ: vai ông bác sĩ (diễn cùng Vân Sơn)
- Mẹ Yêu
- Món Quà Kỳ Diệu: vai ông chồng
- Một Bà Hai Ông
- Một Duyên Hai Nợ Ba Tình
- Một Ngày Ở Trần Gian
- Một Ông Hai Bà: vai ông chồng đào hoa
- Mộng ca sĩ
- Nàng Dâu Tương Lai
- Nỗi đau đất dày: vai diêm vương
- Ngao Sò ốc Hến: vai quan huyện
- Ngang trái: vai ông Mạnh Dữ
- Nghề Chân Dài
- Ngôi nhà hạnh phúc: vai Kim Yang Gay
- Ngôi Sao Một Ngày
- Ngủm vì game online: vai ba của Huy
- Người Hoài Cổ: vai ông chồng già
- Người Nhà Quê: vai ba của Đặng
- Người Ở Siêu Cấp
- Nhà Bảo Sanh: vai ông chồng
- Nợ Duyên
- Nơi Bắt Đầu Một Dòng Sông (Thanh Ngân Live Show)
- Nhà dột từ nóc: vai ông cha
- 2!Idol
- Viện dưỡng lão
- Vợ chồng thằng đậu bây giờ: vai Đậu
- Vỡ mộng
- Vợ thằng đậu: vai tía của Đậu
- Xem mắt nàng dâu: vai má của Nga
- Xuất giá tòng phu
- Xe ôm: vai Linh Xe Ôm

## Ca khúc biểu diễn

### Trung tâm Vân Sơn
- Trách Thân (Vân Sơn 3)
- Trách Thân 2 (Vân Sơn 4)
- Lý Bán Quán (Vân Sơn 5)
- Lý Phụ Tình (Vân Sơn 6)
- Tình Bạn (Vân Sơn 7)
- Ngựa Ô Trung (Vân Sơn 8)
- Thư Cho Mẹ (Vân Sơn 9)
- Ngày Xuân Vui Cưới (Vân Sơn 10)
- Năm Ngón Tay (Vân Sơn 11)
- Lý Nói Láo (Vân Sơn 12)
- Than Thở Với Lục Bình (Vân Sơn 13)
- Lý Gái Hư (Vân Sơn 16)

### Trung tâm Thúy Nga
- Đêm Nghe Điệu Hoài Lang với Hoài Lâm (Paris By Night 126)
- "Cô bé mắt nai"
- "Bia ôm"
- "Tình xuân"
- "Ngày xuân vui cưới" (Quốc Anh)
- "Nội tôi"
- "Mùa xuân chúc nhau"
- "Trăng rằm"
- "Không giờ rồi" (Vinh Sử)
- "Đi cày"
- "Con heo vàng"
- "Xuân quê tôi" (Minh Vy)
- "Phải duyên hay nợ" (Phi Nhung)
- "Hào hoa" (Giao Tiên)
- "Cô Thắm về làng" (Giao Tiên)
- "Cầu vòng lõm"
- "Xót xa" (Lam Phương)
- LK "Thói đời"
- "Chiều buồn nghe vọng kim lang"
- "Sài Gòn đẹp lắm"
- "Ôm con cho vợ"
- "Duyên kiếp cầm ca"
- "Em về tinh khôi" (liveshow Hoài Linh 1 năm 2005)
- "Xin cảm ơn đêm nay"
- "Chim trắng mồ côi"
- "Mẹ" (liveshow Hoài Linh kỳ án 2010)
- "Khó"
- "Đâu có say"
- "Than thân trách phận"
- "Nghĩ về cha"
- "Ra giêng anh cưới em"
- "Mùa thu lá bay" (Lời Việt:Nam Lộc)
- "Về đâu mái tóc người thương" (Hoài Linh)
- "Thương hoài ngàn năm" (Phạm Mạnh Cương)
- "Đêm tâm sự" (Trúc Phương)
- "Tình bơ vơ" (Lam Phương)
- "Nỗi buồn hoa phượng" (Thanh Sơn)
- "Bạn tôi"
- "Gợi nhớ quê hương"
- "Duyên quê" (Hoàng Thi Thơ)
- "Hoàng tử trong mơ" (Giao Tiên)
- "Không bao giờ quên anh" (Hoàng Trang)
- "Kiếp cầm ca"
- "Mái đình làng biển"
- "Sầu tím thiệp hồng" (Minh Kỳ, Hoài Linh)
- "Đoản xuân ca" (Thanh Sơn)
- "Thằng bờm"
- "Tình em xứ Quảng"
- "Trai tài gái sắc"
- "Túp lều lý tưởng" (Hoàng Thi Thơ)

## Phim ảnh
| Năm  | Tựa phim                                          | Vai diễn              | Kênh / Định dạng |
| ---- | ------------------------------------------------- | --------------------- | ---------------- |
| 2005 | Cổ tích Việt Nam: Anh học trò nghèo và ngọc hoàng | Tân                   |                  |
| 2005 | Cổ tích Việt Nam: Sự tích thành hoàng sống        | Tân                   |                  |
| 2006 | Võ lâm truyền kỳ                                  | Tây / Tây Độc         | Điện Ảnh         |
| 2008 | Nụ hôn thần chết                                  | Vua Thần Chết         | Điện Ảnh         |
| 2008 | Phát tài                                          | Ăn trộm               | Điện Ảnh         |
| 2010 | Công chúa teen và ngũ hổ tướng                    | vệ sĩ Kim             | Điện Ảnh         |
| 2010 | Kính thưa Osin                                    | Trịnh Kỳ              | HTV2             |
| 2010 | Hát ca bềnh bồng                                  | Hai Khô               | HTV7             |
| 2010 | Lâu đài tình ái                                   | ông ngoại của Huy     | ĐN1              |
| 2011 | Bóng ma học đường                                 | Nhà văn Nam Linh      | Điện Ảnh         |
| 2011 | Hoán đổi thân xác                                 | Nhà khoa học BangBang | Điện Ảnh         |
| 2011 | Nợ đa tình                                        | Hùng Phương           | HTV7             |
| 2011 | Xóm gà                                            | ông Tư                | SCTV7            |
| 2011 | Đua nhau làm giàu                                 | Ba Giàu               | VTV9             |
| 2012 | Hello cô Ba                                       | Tư Lặn                | Điện Ảnh         |
| 2012 | Thần tượng lắm chiêu                              | Lý Thon Thon          | SCTV14           |
| 2012 | Gia sư nữ quái                                    | Sát thủ Tàu Hũ        | Điện Ảnh         |
| 2013 | Cưới chạy kịp xuân                                | ông Ba Tỵ             | HTV2             |
| 2013 | Nhà có năm nàng tiên                              | ông Tiên Cảnh         | Điện Ảnh         |
| 2013 | Đại náo học đường                                 | Huỳnh Lai             | Điện Ảnh         |
| 2013 | Tía ơi                                            | Hai "xích lô"         | Điện Ảnh         |
| 2013 | 12 Bến Nước                                       | ông Sáu               | HTV9             |
| 2014 | Năm sau con lại về                                | Sáu xe ôm             | Điện Ảnh         |
| 2014 | Câu chuyện tình đời                               | ông Hải               | VTV9             |
| 2014 | Lý Bông Mai                                       | ông Hai Sửu           | Let's Viet       |
| 2014 | Lênh Đênh Phận Bạc                                | ông Thông             | VTV9             |
| 2014 | Lớp Học Một Không Hai                             | Sáu Nổ                | VTV9             |
| 2015 | Quý Tử Bất Đắc Dĩ                                 | ông Minh              | Điện Ảnh         |
| 2015 | Ra Giêng Anh Cưới Em                              | ông Sáu Bảnh          | VTV9             |
| 2015 | Hương Quê                                         | ông Tư Nghĩa          | THVL1            |
| 2015 | Vợ Là Mùa Xuân                                    | ông Tư Gà Chết        | THVL1            |
| 2015 | Ma Dai                                            | ba của Thố            | Điện Ảnh         |
| 2015 | Già Gân, Mỹ Nhân và Găng Tơ                       | ông Tỏi / mẹ ông Tỏi  | Điện Ảnh         |
| 2015 | Đoạn Trường Nam Ai                                | ông Hai Hoài          | VTV9             |
| 2016 | Tía tui là cao thủ                                | ông Tư Nho            | Điện Ảnh         |
| 2016 | Bảo mẫu siêu quậy 2                               | Vui                   | Điện Ảnh         |
| 2016 | Mặt nạ máu                                        | Thiêng / Vọng         | Điện Ảnh         |
| 2016 | Nắng                                              | ông Ba                | Điện Ảnh         |
| 2017 | Hương đồng nội                                    | ông Hai Lợi           | THVL1            |
| 2017 | Dạ cổ hoài lang                                   | ông Tư                | Điện Ảnh         |
| 2017 | Người nhà quê                                     | ông Năm               | THVL1            |
| 2017 | Nàng tiên có 5 nhà                                | Lý Bình               | Điện Ảnh         |
| 2018 | Đích tôn độc đắc                                  | ông Hữu Phát          | Điện Ảnh         |
| 2018 | Tía ơi con muốn vợ rồi                            | ông Hai               | THVL1            |
| 2018 | Tay buôn, buông tay                               | bà Bảy Tình           | Web Drama        |
| 2019 | Hài Ma                                            | Bà Lớn                | Web Drama        |
| 2019 | Anh ba khía                                       | ông Hai Còng          | THVL1            |
| 2020 | Mẹ tôi là đàn ông                                 | ông Sáu               | Web Drama        |
| 2021 | Sui gia khắc khẩu                                 | ông Sáu Bảnh          | THVL1            |
| 2024 | Làm giàu với ma                                   |                       | Điện ảnh         |

## Cải lương
| Năm  | Tựa phim                | Vai diễn    |
| ---- | ----------------------- | ----------- |
| 2006 | Nửa đời hương phấn      | ông Sáu     |
| 2011 | Vợ thằng Đậu            | ông Đường   |
| 2019 | Áo cưới trước cổng chùa | ông Hải Lâm |

## DVD
Dưới đây là danh sách Video, Trung tâm của Hoài Linh:
- Ca nhạc hài hước Hoài Linh 1: "Đời (Hoài Linh in Toronto)"
- Ca nhạc hài hước Hoài Linh 2: "Thương Quá Quê Hương"
- Ca nhạc hài hước Hoài Linh 3: "Món Quà Kỷ Niệm"
- Ca nhạc hài hước Hoài Linh 4: "Tình Yêu và Nỗi Nhớ"
- Ca nhạc hài hước Hoài Linh 5: "Hoa Trên Dòng Nhạc"

Dưới đây là danh sách DVD, Liveshow của NSƯT Hoài Linh:
- Liveshow: "Sui giá đối mặt"
- Liveshow: "Ra Giêng Anh Cưới Em"
- Liveshow: "Người Nhà Quê"
- Liveshow: "Cổ tích một tình yêu"
- Liveshow: "Ru Lại Câu Hò"
- Liveshow: "Bí Mật Bị Mất Bật Mí"
- Liveshow: "Những Tên Cướp Biển Vùng Caribê"
- Liveshow: "Hoài Linh Kung-fu"
- Liveshow: "Hoài Linh Kỳ Án"
- Liveshow: "Ngũ Long Công Chúa"
- Liveshow: "Bạch Tuyết Và Bảy Chú Lùn"
- Liveshow: "Một Nỗi Niềm"
- Liveshow: "Ba Anh Kua Má Em"
- Liveshow: "Gã Lưu Manh Và Chàng Khờ"
- Liveshow: "Nàng Tiên Ngổ Ngáo"
- Liveshow: "Anh Chàng May Mắn"
- Liveshow: "Đời Bạc Lắm, Kệ, Cười Trước Đã"
- Liveshow: "Sui gia đại chiến "
- Live show Sui Gia Đối Mặt
- The Best of Hoài Linh 1 from Paris By Night
- The Best of Hoài Linh 2 from Paris By Night

## Các tiết mục biểu diễn trên sân khấu hải ngoại

### Trung tâm Vân Sơn
| STT | Tiết mục               | Thể hiện với                                     | Chương trình | Năm  |
| --- | ---------------------- | ------------------------------------------------ | ------------ | ---- |
| 1   | Song Tấu Chơi Chữ      | Vân Sơn                                          | Vân Sơn 3    | 1996 |
| 2   | Ông Ninh Ông Nang      | Vân Sơn, Hồng Đào, Bé Mập                        | Vân Sơn 3    | 1996 |
| 3   | Tiền Nào Của Đó        | Vân Sơn                                          | Vân Sơn 4    | 1996 |
| 4   | Tai Nạn TV             | Vân Sơn                                          | Vân Sơn 4    | 1996 |
| 5   | Ba Giai Tú Xuất        | Vân Sơn, Giáng Ngọc, Bé Mập, Út Mập              | Vân Sơn 4    | 1996 |
| 6   | Cá                     | Vân Sơn, Yến Mai, Thuy Huong                     | Vân Sơn 5    | 1997 |
| 7   | Tai Nạn Radio          | Vân Sơn, Thiên Bảo                               | Vân Sơn 5    | 1997 |
| 8   | Táo Quân               | Vân Sơn, Hồng Đào, Bé Mập, Út Mập                | Vân Sơn 5    | 1997 |
| 9   | Lỡ Thời                | Quang Minh, Hồng Đào, Huyền Nhiệm                | Vân Sơn 6    | 1997 |
| 10  | Tình Già               | Vân Sơn                                          | Vân Sơn 6    | 1997 |
| 11  | Hắc Bạch Công Tử       | Vân Sơn, Hồng Đào, Bé Mập, Út Mập                | Vân Sơn 6    | 1997 |
| 12  | Con Riêng              | Quang Minh, Hồng Đào, Giáng Ngọc                 | Vân Sơn 7    | 1998 |
| 13  | Căn Bệnh Trầm Kha      | Vân Sơn, Yến Mai                                 | Vân Sơn 7    | 1998 |
| 14  | Hoa hậu Ba Miền        | Vân Sơn                                          | Vân Sơn 8    | 1998 |
| 15  | Tình Già 2             | Vân Sơn                                          | Vân Sơn 9    | 1998 |
| 16  | Hoa hậu Châu Á         | Vân Sơn                                          | Vân Sơn 10   | 1998 |
| 17  | Dương Quý Phi Thời Đại | Vân Sơn, Linh Tuấn, Bé Mập, Quang Minh, Charlie  | Vân Sơn 11   | 1999 |
| 18  | Táo Quân 2             | Vân Sơn, Quang Minh, Hồng Đào, Bé Mập, Nghĩa Sứa | Vân Sơn 11   | 1999 |
| 19  | Nhớ Con                | Vân Sơn, nhóm Nụ cười Mới                        | Vân Sơn 50   | 2014 |
| 20  | Ông Bà Vú              | Vân Sơn, Chí Tài                                 | Vân Sơn 51   | 2015 |

### Trung tâm Thúy Nga
| STT | Tiết mục                                  | Thể hiện với                                                                  | Chương trình                  | Năm  |
| --- | ----------------------------------------- | ----------------------------------------------------------------------------- | ----------------------------- | ---- |
| 1   | Tấu Hài                                   | Vân Sơn                                                                       | Paris By Night 35             | 1996 |
| 2   | Con Sáo Sang Sông                         | Chí Tài, Kiều Linh, Minh Phượng, Mai Lan, Thời Danh                           | Paris By Night 75             | 2004 |
| 3   | Gieo Quẻ Đầu Năm                          | Phi Nhung                                                                     | Paris By Night 76             | 2005 |
| 4   | Ru Lại Câu Hò                             | Chí Tài                                                                       | Paris By Night 78             | 2005 |
| 5   | Âm Dương Đôi Đường                        | Chí Tài, Kevin Phan                                                           | Paris By Night 79             | 2005 |
| 6   | Thà Ăn Mày Hơn Ăn Cướp                    | Trang Thanh Lan                                                               | Paris By Night 80             | 2006 |
| 7   | Lương Sơn Bá Và Chúc Anh Đài              | Chí Tài, Bé Tí                                                                | Paris By Night 80             | 2006 |
| 8   | Con Đường Nghệ thuật Chông Gai            | Chí Tài, Hoài Tâm, Bé Tí, Kiều Linh, Uyên Chi                                 | Paris By Night 81             | 2006 |
| 9   | Xin Đừng Yêu Tôi                          | Chí Tài, Hương Thủy                                                           | Paris By Night 82             | 2006 |
| 10  | Vietnamese Idols                          | Chí Tài, Kiều Oanh, Lê Tín                                                    | Paris By Night 84             | 2006 |
| 11  | Nỗi Oan Thị Mầu                           | Chí Tài, Kiều Oanh, Lê Tín, Kiều Linh, Uyên Chi                               | Paris By Night 85             | 2007 |
| 12  | Mộng Ca Sĩ                                | Chí Tài, Hữu Lộc, Calvin Hiệp                                                 | Paris By Night 87             | 2007 |
| 13  | Lầm                                       | Chí Tài                                                                       | Paris By Night 88             | 2007 |
| 14  | Giọt Lệ Đài Trang                         | Chí Tài, Hữu Lộc                                                              | Paris By Night 89             | 2007 |
| 15  | Mộng Khiêu Vũ                             | Chí Tài                                                                       | Paris By Night 93             | 2008 |
| 16  | Thế giới Huyền Bí                         | Chí Tài, Uyên Chi                                                             | Paris By Night 94             | 2008 |
| 17  | Trăm Nhớ Ngàn Thương                      | Chí Tài                                                                       | Paris By Night 102            | 2011 |
| 18  | Xe Ôm                                     | Chí Tài, Nguyên Khoa                                                          | Paris By Night 104 VIP        | 2012 |
| 19  | Đại Gia đình                              | Chí Tài, Việt Hương, Hoài Tâm, Thúy Nga, Bé Tí, Nguyên Khoa, Long Đẹp Trai    | Paris By Night 109 VIP        | 2013 |
| 20  | Hài kịch                                  | Chí Tài                                                                       | Paris By Night 110            | 2014 |
| 21  | Xàm Xí                                    | Chí Tài, Việt Hương, Thúy Nga                                                 | Paris By Night 111            | 2014 |
| 22  | Gia đình tuổi Thân                        | Việt Hương, Hoài Tâm, Anh Đức                                                 | Paris By Night 116            | 2015 |
| 23  | Chuyến Xe Cuối Cùng                       | Chí Tài, Thúy Nga, Hoàng Khánh                                                | Paris By Night 116            | 2015 |
| 24  | Fan Cuồng                                 | Chí Tài, Trường Giang, Đức Huy                                                | Paris By Night 118            | 2016 |
| 25  | Muộn Màng                                 | Chí Tài, Trường Giang, Thanh Hằng                                             | Paris By Night 119            | 2016 |
| 26  | Thần Tiên Cũng Nổi Điên                   | Chí Tài, Hoài Tâm, Thúy Nga, Trường Giang                                     | Paris By Night 119            | 2016 |
| 27  | Kế Hoạch Hoàn Hảo                         | Chí Tài, Hoài Tâm, Thúy Nga, Trường Giang                                     | Paris By Night 120            | 2016 |
| 28  | Những Ước Mơ Nhỏ Nhoi                     | Chí Tài, Trường Giang                                                         | Paris By Night 120            | 2016 |
| 29  | Thầy Bói Mù Tái Xuất Giang Hồ             | Chí Tài, Phi Nhung                                                            | Paris By Night 121            | 2017 |
| 30  | Từ Thiện                                  | Chí Tài, Trung Dân, Thanh Phương                                              | Paris By Night 123            | 2017 |
| 31  | Đêm Nghe Điệu Hoài Lang                   | Hoài Lâm                                                                      | Paris By Night 126            | 2018 |
| 32  | Của Ai                                    | Chí Tài, Trung Dân, Quỳnh Hương                                               | Paris By Night 126            | 2018 |
| 33  | Chuyện Ngày 30 Tết                        | Chí Tài, Trung Dân, Việt Hương, Hoài Tâm                                      | Paris By Night 128            | 2019 |
| 34  | Pháp Sư Trần Phiêu Diêu Tái Xuất Giang Hồ | Việt Hương, Hà Thanh Xuân                                                     | Paris By Night 128            | 2019 |
| 35  | Má Thích Gì                               | Chí Tài, Minh Dự, Tuấn Dũng                                                   | Paris By Night 130            | 2020 |
| 36  | Có Duyên Có Nợ Làm Vợ Luôn Đi             | Minh Dự, Phương Trang, Phạm Tuyết Nhung                                       | Paris By Night 133            | 2022 |
| 37  | Hai Sư Đụng Độ                            | Minh Dự, Mạc Văn Khoa, Gia Linh, Nam Thư                                      | Paris By Night 134            | 2023 |
| 38  | Trúng                                     | Trung Dân, Gia Linh, Bảo Bảo                                                  | Paris By Night Tiếu Vương Hội | 2023 |
| 39  | Hai Vạch                                  | Hứa Minh Đạt, Quách Ngọc Tuyên                                                | Paris By Night Tiếu Vương Hội | 2023 |
| 40  | Hoa Hậu Kén Chồng                         | Việt Hương, Hoài Tâm, Hoàng Phi                                               | Paris By Night 136            | 2024 |
| 41  | Cô Đơn Trên Salon                         | Trung Dân, Minh Dự, Gia Linh                                                  | Paris By Night 136            | 2024 |
| 42  | Cười, Khóc                                | solo                                                                          | Paris By Night 138            | 2025 |
| 43  | Tiệm Trà Náo Nhiệt                        | Thanh Hằng, Văn Ruy, Phương Loan, Minh Dự                                     | Paris By Night 138            | 2025 |
| 44  | Bà Huyện Xử Án                            | Thanh Hằng, Hương Lan, Phương Hồng Thủy, Minh Nhí, Tuấn Châu, Huỳnh Tiến Khoa | Paris By Night 138            | 2025 |
| 45  | Tân Cổ Mùa Xuân Xa Quê                    | Mạnh Quỳnh                                                                    | Paris By Night 138            | 2025 |
| 46  | Mãi Mãi Thanh Xuân                        | Thúy Nga, Phương Trang, Võ Thành Tâm, Thiện Ngô, Kha Trần                     | Paris By Night 138            | 2025 |

## Chương trình truyền hình
- Gương mặt thân quen - VTV3 (Giám khảo mùa 1-5)
- Gương mặt thân quen nhí - VTV3 (Giám khảo mùa 1-4)
- Ơn giời! Cậu đây rồi - VTV3 (Giám khảo mùa 1-5)
- Tôi là người chiến thắng - HTV7 (MC) (2014)
- Tìm kiếm tài năng: Vietnam's Got Talent - VTV3 (Giám khảo) (2014-2015)
- Ca sĩ giấu mặt - THVL1 (Host) (2015)
- Bước nhảy ngàn cân - VTV3 (Giám khảo) (2015)
- Hội quán tiếu lâm - THVL1 (Host) (2015-2016)
- Người đi xuyên tường - VTV3 (MC) (2015-2016)
- Ngôi sao phương Nam - THVL1 (Giám khảo) (2016)
- Người bí ẩn - HTV7 (Host) (2014-2015-2018)
- Bí mật đêm Chủ Nhật - HTV7 (Giám khảo) (2015)
- Thử tài siêu nhí - THVL1 (Giám khảo) (2016)
- Nhà cười - VTV3 (Host) (2016)
- Ai cũng bật cười - HTV2 (2016)
- Cười xuyên việt - THVL1 (Giám khảo khách mời) (2016)
- Tài tử tranh tài - THVL1 (Giám khảo) (2016-2017)
- Hoài Linh Phiêu Lưu Ký - HTV2 (Host) (2018)
- Sóng 21 - HTV2 (2021)

## Giải thưởng và kỉ lục

### Giải thưởng
| Năm  | Giải Thưởng                  | Tác Phẩm Đề Cử                           | Hạng Mục                                   | Kết Quả         | Chú Thích |
| ---- | ---------------------------- | ---------------------------------------- | ------------------------------------------ | --------------- | --------- |
| 2006 | Giải Mai Vàng                | Ra giêng anh cưới em                     | Nam diễn viên hài được yêu thích nhất      | Đoạt giải       |           |
| 2007 | Giải Mai Vàng                | Người nhà quê                            | Nam diễn viên hài được yêu thích nhất      | Đoạt giải       |           |
| 2009 | Giải Mai Vàng                | Dạ Cổ Hoài Lang                          | Nam nghệ sĩ kịch nói được yêu thích nhất   | Đoạt giải       |           |
| 2009 | Giải Mai Vàng                | Câu lạc bộ quý bà                        | Nam diễn viên hài được yêu thích nhất      | Đoạt giải       |           |
| 2009 | Cù Nèo Vàng                  |                                          |                                            | Đoạt giải       |           |
| 2010 | Giải Mai Vàng                | Ông ngoại bà nội                         | Nam diễn viên hài được yêu thích nhất      | Đoạt giải       |           |
| 2011 | Giải Mai Vàng                | Tình cha                                 | Nam diễn viên sân khấu được yêu thích nhất | Đoạt giải       |           |
| 2011 | Giải Mai Vàng                | Thiên hạ đệ nhất nổ                      | Nam diễn viên hài được yêu thích nhất      | Đoạt giải       |           |
| 2012 | Giải Mai Vàng                | Anh chàng giả gái                        | Nam diễn viên hài được yêu thích nhất      | Đoạt giải       |           |
| 2013 | Giải Mai Vàng                | Cưới liều                                | Nam diễn viên sân khấu được yêu thích nhất | Đoạt giải       |           |
| 2013 | HTV Awards                   |                                          | Nghệ sĩ hài được yêu thích nhất            | Đoạt giải       |           |
| 2013 | HTV Awards                   |                                          | Nghệ sĩ thân thiện                         | Đoạt giải       |           |
| 2014 | Giải Mai Vàng                | Các vai diễn trong Ơn giời, cậu đây rồi! | Nam diễn viên hài được yêu thích nhất      | Đoạt giải       |           |
| 2014 | HTV Awards                   |                                          | Nghệ sĩ hài được yêu thích nhất            | Đoạt giải       |           |
| 2017 | Giải Mai Vàng                | Dạ Cổ Hoài Lang                          |                                            | Đề cử           |           |
| 2017 | Giải Mai Vàng                | Các vai diễn trong Ơn giời, cậu đây rồi! | Nam diễn viên hài được yêu thích nhất      | Đề cử           |           |
| 2018 | Giải Mai Vàng                | Các vai diễn trong Ơn giời, cậu đây rồi! | Nam diễn viên hài được yêu thích nhất      | Đề cử           |           |
| 2018 | Liên Hoan Kịch Nói Toàn Quốc |                                          |                                            | Huy chương vàng |           |
| 2020 | Giải Mai Vàng                | Áo cưới trước cổng chùa                  | Nam diễn viên hài được yêu thích nhất      | Đề cử           |           |
| 2021 | Giải Mai Vàng                |                                          | Nghệ sĩ vì cộng đồng                       | Đoạt giải       |           |
| 2022 | Liên Hoan Kịch Nói Toàn Quốc | Lạc giữa biển người                      |                                            | Huy chương vàng | [ 38 ]    |

### Kỷ lục
- Nghệ sĩ nhận nhiều giải Mai Vàng nhất.[39][40]